# Кыземшек (Туркестанская область)
Кыземшек (каз. Қыземшек, до 1997 г. — Степной) — посёлок в Сузакском районе Туркестанской области Казахстана. Административный центр Кыземшекской поселковой администрации. Код КАТО — 515645100. 

## История
Образован как посёлок горняков уранового месторождения «Уванас». В посёлке был возведён обогатительный комбинат по производству жёлтого кека (урановый концентрат). В посёлке располагается филиал «Степное-РУ» ТОО «Казатомпром-SaUran».

## Население
В 1999 году население посёлка составляло 2614 человек (1303 мужчины и 1311 женщин). По данным переписи 2009 года в посёлке проживали 3534 человека (1719 мужчин и 1815 женщин).